# Dirotus
Dirotus is een geslacht van kevers uit de familie van de loopkevers (Carabidae). De wetenschappelijke naam van het geslacht is voor het eerst geldig gepubliceerd in 1825 door W.S. MacLeay.

## Soorten
Het geslacht Dirotus omvat de volgende soorten:
- Dirotus extensicollis (Bates, 1892)
- Dirotus feae (Bates, 1889)
- Dirotus reflexus Andrewes, 1929
- Dirotus sikkimensis Jedlicka, 1955
- Dirotus subiridescens (W.S. MacLeay, 1825)